# スヘフェニンゲン
スヘフェニンゲン（蘭: Scheveningenスヘーヴェニンゲン）は、オランダの南ホラント州のデン・ハーグ基礎自治体に8つある地区のうちの一つで、北海に面している。
デン・ハーグ中心部から約6km北西にあり、長い砂浜と観光漁港のあるリゾート地である。

## 歴史
歴史資料に初めてこの地が登場するのは1280年で、主に漁業を収入源としていたアングロ・サクソン人（またはスカンジナビア人）が居住していたと言われている。

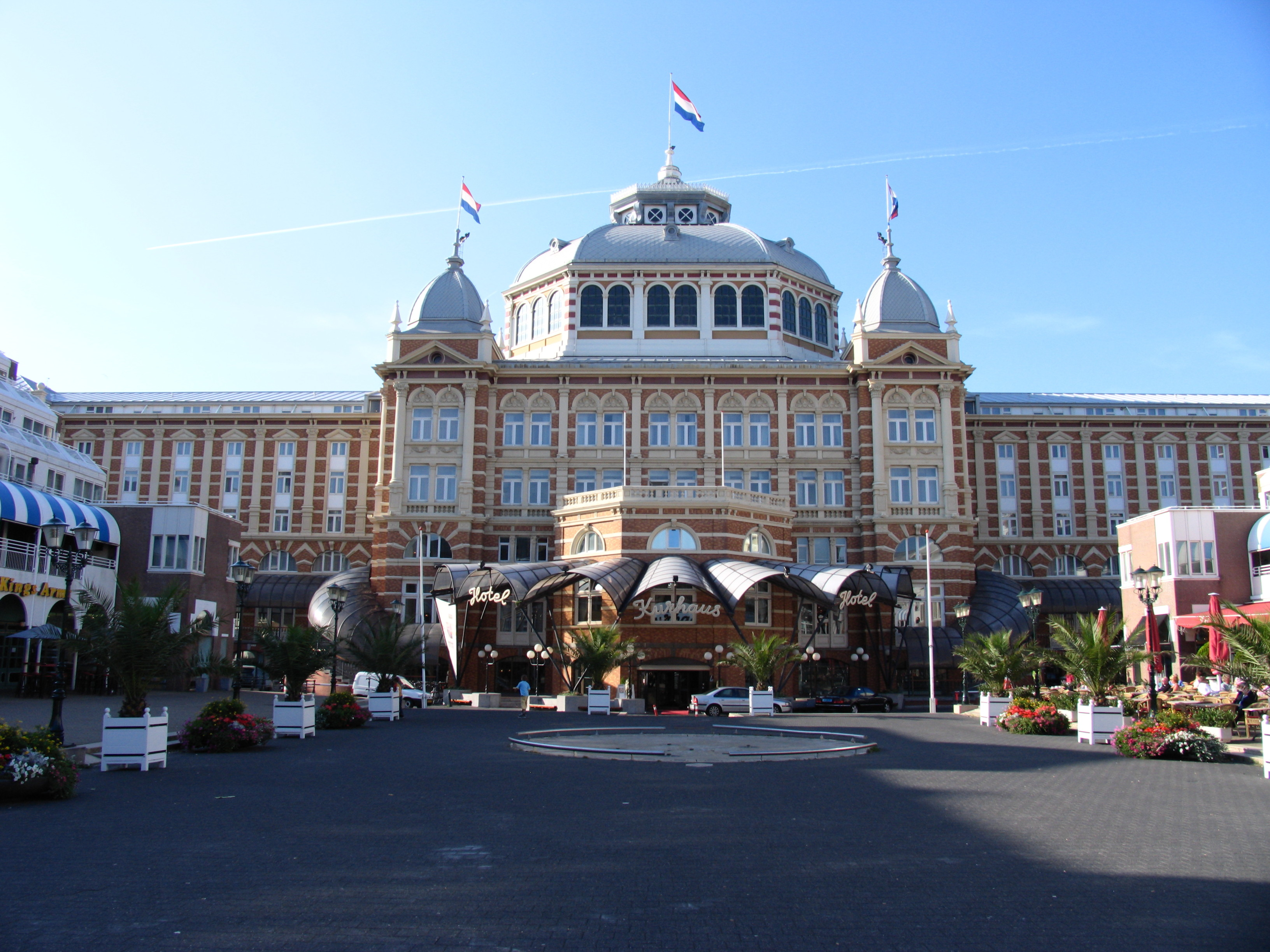
クールハウス・ホテル

1653年7月31日には、第一次英蘭戦争のスヘフェニンゲンの海戦が行われている。1663年には、デン・ハーグ中心部との間の道路が作られた。これは現在のスヘフェニンゲン通りである。
1818年に、ヤコブ・プロンクが浴場を開設したことが、この地がリゾート地となった始まりと言われている。ヨーロッパ各国、特にドイツから沢山の観光客がやってくるようになった。

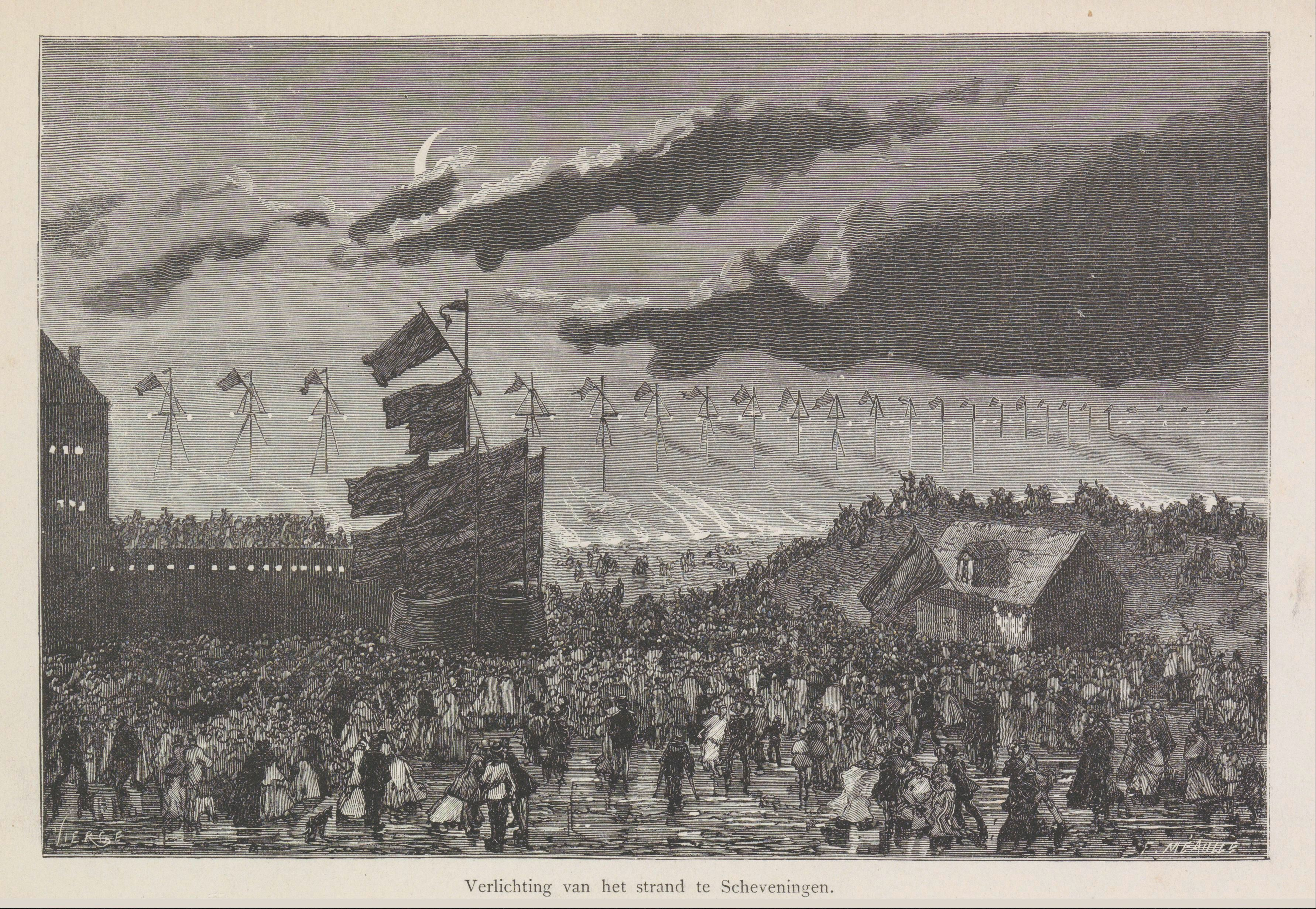
『スヘフェニンゲンのイルミネーション』
D.ヴィエルジュ画 (1874)

1874年5月19日には、オランダ総督 ウィレム3世が自身の治世25周年に当地を訪れ、海岸にはかがり火が灯された。
1886年には、地域のシンボル的な建物となるクールハウス・ホテルが建てられた。
1892年には、国際スケート連盟がこの地で創設された。

## 観光
観光案内所（VVV）は、トラムまたはバスのクールハウス停留所下車。
クールハウス停留所と海岸の間にはクールハウス・ホテルが建っている。この建物は埠頭と共にスヘフェニンゲンのランドマークとなっている。
海岸は夏場に海水浴客で賑わう。また、海岸沿いにはシーフードを食べさせるレストランやホテル等が並んでいる。
埠頭から1km程度北東に行ったところにはヌーディストのためのビーチがある。
埠頭から海岸沿いに南西へ2km程度行ったところに灯台や観光漁港がある。
スヘフェニンゲンからデン・ハーグへ少し戻ったところに、オランダの名所を25分の1のミニチュアにまとめたマドローダムがある。

### 主な恒例イベント
- 1月1日 - 寒中水泳大会
- 5月 - 国際砂の彫刻フェスティバル
- 夏季 - 花火大会

## 交通

### 路面電車
- デン・ハーグHS駅（Den Haag HS /Station NS）より Zwarte Pad 行きトラム（HTM Tram 1系統）に乗り、Kurhausまたは終点下車。所要30分。
- デン・ハーグCS駅（Den Haag CS /Station NS）より Zwarte Pad 行きトラム（HTM Tram 9系統）に乗り、Kurhausまたは終点下車。所要20分。
- デルフト駅（Delft /Station NS）より Zwarte Pad 行きトラム（HTM Tram 1系統）に乗り、Kurhausまたは終点下車。所要45分。

### バス
- HTMバス 14系統 Zwarte Padバス停下車
- HTMバス 22系統 Zwarte Padバス停下車

## スヘフェニンゲンを描いた芸術作品

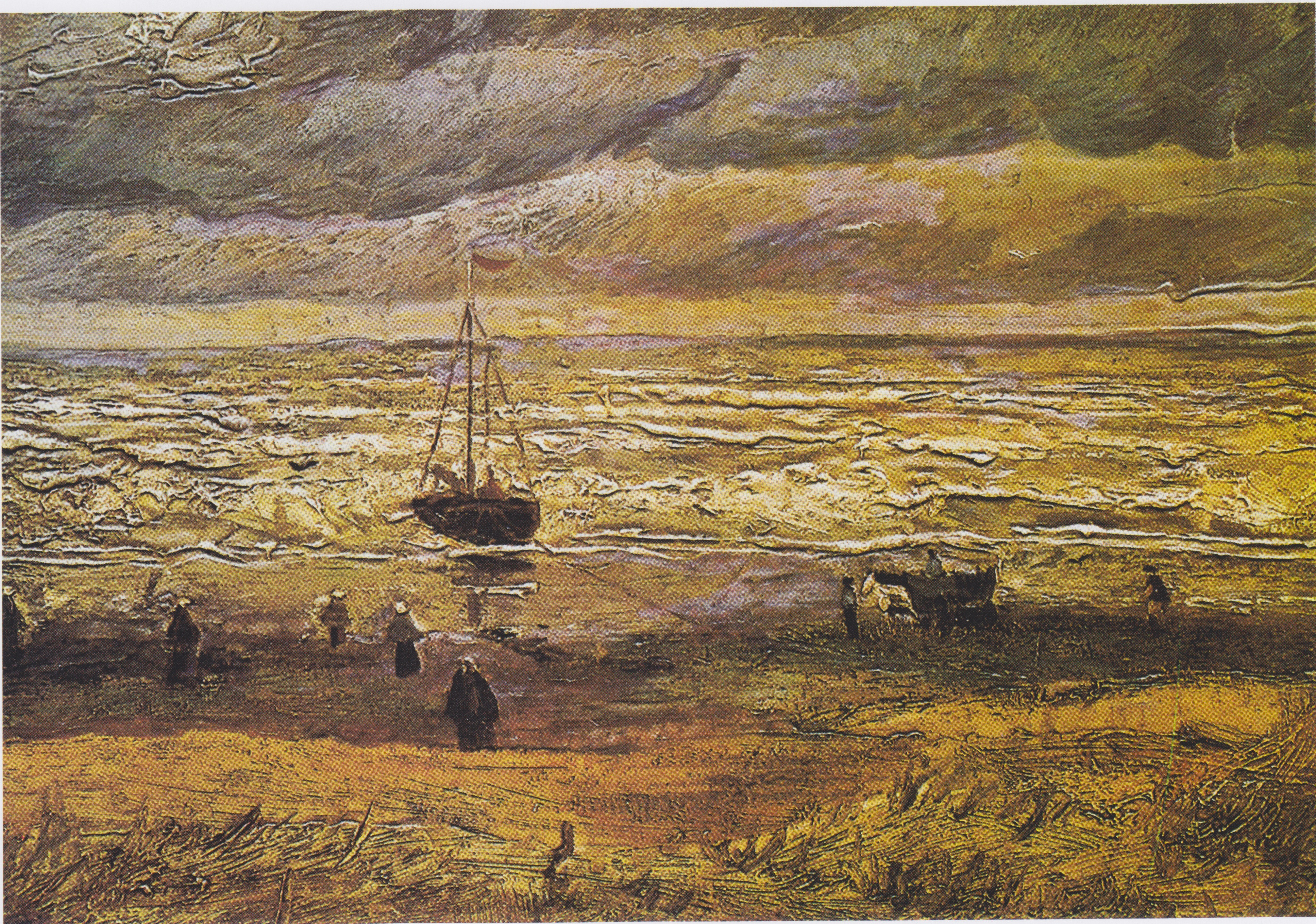
『スヘフェニンゲンの海の眺め』
ファン・ゴッホ画 (1882)

- デン・ハーグに住んでいたゴッホが描いた「スヘフェニンゲンの海の眺め」という作品がある。2002年（平成14年）にゴッホ美術館から盗まれたまま行方不明となっていたが、2016年に無事発見された[7]。
- ヘンドリック・ウィレム・メスダグが描いたパノラマ画がデン・ハーグにあるパノラマ・メスダグに展示されている。昔の漁師町であった風景を360度パノラマビューで体験することができる。（画像）
- ポール・ガデンヌの小説「スヘヴェニンゲンの浜辺」（仏: La Plage de Scheveningen、1952年）は高い評価を受けている[8]。

## その他
- 「スヘフェニンゲン」とはオランダ語では「斜面の村」という意味である。
- 日本では「スケベニンゲン」と表記・発音される場合もあり、変わった地名としてしばしば紹介される。
- 「sch」の発音をドイツ人はオランダ人とは異なる発音（ドイツ語の発音では、「シュ」）で読むことから、第二次世界大戦時にはドイツのスパイを識別するためにスヘフェニンゲンを発音させることが行われた。
- 東京都中央区銀座には、「銀座スケベニンゲン」[9]という、デン・ハーグ市長からの命名許可をもらったレストランがある。ただしイタリア料理の店であり、代表メニューの「スケベニンゲン」なる料理は、たっぷりのワインに漬かったパスタである。